# RS-428
Pour les articles homonymes, voir Route 428.
La RS 428 est une route locale du Nord-Ouest de l'État du Rio Grande do Sul reliant le centre de la municipalité d'Água Santa à la BR-285. Elle dessert cette seule commune, et est longue de 15 km.